# Iridomyrmex bigi
Iridomyrmex bigi är en myrart som beskrevs av Steven O. Shattuck 1993. Iridomyrmex bigi ingår i släktet Iridomyrmex och familjen myror. Inga underarter finns listade i Catalogue of Life.